# Kreativ lek för barn
Kreativ lek för barn var det svenska namnet på en internationell vandringsutställning, som producerades av den statliga myndigheten Riksutställningar i samverkan med de statliga institutionerna Svenska lekmiljörådet och Svenska institutet. Utställningen visades bland annat i Bonn, Paris och Washington 1975 till 1976.

## Bakgrund
Kreativ lek för barn var en kombination av beställningsjobb och samverkansprojekt för Riksutställningar, som tillverkade utställningen i sin ateljé i Stockholm. Beställare och samverkanspartner var statliga Lekmiljörådet och Svenska institutet. Utställningen Kreativ lek för barn var ett led i Lekmiljörådets verksamhet, som syftade till att stödja barns utveckling genom utveckling av lek och lekmiljö. Lekmiljörådet hade grundats några år tidigare, i mars 1971, och var en separat enhet inom Socialstyrelsen. I januari 1972 fick rådet kontor och en liten utställningshall i Stockholm.  Så här beskrev Svenska lekmiljörådet sitt syfte, med egna ord, i samband med utställningen Kreativ lek för barn:
Ett av huvudändamålen med verksamheten är att ständigt betona vikten av riktiga lekredskap såsom ett uttryck för utveckling både ur individuell och social synpunkt. Att kunna förse alla barn med lekredskap är en fråga för båda lokala myndigheter, privata företag och centrala planerare. Rådet har grundats för att hjälpa alla och för att betona barnets rättigheter.
Kreativ lek för barn passade in i den statliga myndigheten Svenska institutets uppdrag:
Svenska institutet (SI) lägger grunden för långsiktiga relationer mellan Sverige och andra länder genom att på olika sätt dra nytta av svenska styrkor. Genom möten, utbyten och dialog med omvärlden bidrar SI till utveckling och skapar ett förtroende för Sverige, vilket underlättar för företag, universitet, kulturinstitutioner, kommuner och andra som är beroende av Sveriges attraktionskraft.

## Tema
Kreativ lek för barn handlade i grunden om att berätta för omvärlden om Sveriges syn på barn och utformningen av barns lek och lekmiljöer, men även villkoren rent allmänt för svenska barn och deras föräldrar.

## Produktion
I slutet av november 1974 (1974-11-28) fick Riksutställningar en beställning av Svenska institutet på två exemplar av en skärmutställning. Temat var lekmiljö för barn. Det ena exemplaret skulle ha tyska texter och det andra exemplaret vara utan texter. Samtidigt beställdes textremsor på engelska och franska, enligt underlag som levererades av Svenska institutet till Riksutställningar.
Resultatet kom att bli en vandringsutställning med namnet Kreativ lek för barn, som turnerade i tre länder på lika många språk. Utställningen skulle visas i Tyskland, Frankrike och USA under åren 1975 till 1976. Kreativ lek för barn kallades också för Barnmiljö – som vi vill ha den i Sverige. Det var den senare titeln som användes när utställningen skulle översättas till tyska, franska och engelska:
- Kindermilieu – wie wir es in Schweden haben möchten.
- L'enfant et son environnement –– tel que nous le voulons en Suède.
- The environment of children – as we want it in Sweden.[9]

Kreativ lek för barn bestod av totalt 17 wellpappskärmar, där den första skärmen var fristående och de andra parvis sammanfogade. Innehållet bestod bland annat av foton, planritningar, lekmaterialprover, affischer, leksaker som monterades på skärmarna. För text- och bildinnehållet i utställningen svarade Lekmiljörådet och Svenska institutet, som också bekostade materialet i samband med produktionen i Riksutställningars ateljé.

### 17 skärmar
Utställningens skärmar innehöll följande:
1. Barnmiljö – som vi vill ha den i Sverige. Presentation. ”En utställning från Lekmiljörådet och Svenska institutet i samverkan med Riksutställningar.”
2. Att födas. Beskrivning av svensk graviditet, födsel och föräldraledighet.
3. Svensk förskola. Kartbakgrund plus planritning.
4. Barntillsyn och pedagogik vid svenska förskolor. Principer och målsättningar.
5. Utomhuslek för barn. Som exempel på ingredienser i den svenska utomhusleken angavs bland annat: bygg- och skräplek, potatis, fruktträdgård, sagoäng, gräs, grävgrop, eld, vatten, äta ute, jobba ute, golvbrunn, cyklar, redskapslek, rutschbana, stor gatsten, slipers i bänkar och golv.[6][11]
6. Affisch.
7. Skolmiljö i svensk version. ”Den svenska skolan skall öppnas mot samhället./.../från trista asfalterade ytor till livgivande, inspirerande och stimulerande omgivningar för barn, ungdomar och vuxna.”
8. Exemplet internatskolan Gammelängsskolan i norra Sverige, med skolgård planerad som äventyrslekplats – både för barn i skolan och barn i omkringliggande bostadsområden.
9. Tema leka, lära, läsa. Beskrivning av svenska museer och bibliotek med verksamhet anpassad till barn. Exempelvis verkstäder, lekrum i museer, sagostund och teaterverksamhet på bibliotek. Bokbuss för barn i glesbygd med sagor, leksaker och böcker.
10. Svensk lekrådgivning och leksaksinformation.
11. Barn på sjukhus. Förslag till förebyggande åtgärder för att minska barns obehag vid sjukhusvistelse.
12. Planritning.
13. Rubrik: ”Leka, öva, lära”. Skärm tillägnad lek och träning för funktionshindrade (dåtida term: ”handikappade”) barn.
14. Affisch.
15. Svensk syn på boendemiljö. Barnens rätt till ”en bättre omvärld”, bland annat deras sociala och fysiska bostadsmiljö.[6]

Enligt planeringen skulle Kreativ lek för barn vara färdig för att kunna visas upp i Riksutställningars ateljé 1975-03-21. För den kommande turnén ansvarade Svenska institutet. Transporter och produktionen av trycksaker var ett delat ansvar mellan Lekmiljörådet och Svenska institutet.
Lekmiljörådet gjorde i juli 1975 en förfrågan hos Riksutställningar om att ta fram en svensk version av utställningen Kreativ lek för barn. Enligt Lekmiljörådets Eva Insulander fanns intresse ”på flera håll i landet” för en version på svenska, bland annat i form av en beställning från Växjö för att visas på ortens museum i oktober samma år. Riksutställningar tackade nej med motiveringen att det inte fanns ”personella resurser  för att få fram en sådan utställning för visning i oktober”.

### Produktionsgrupp
- Producent: Rigmor Eklund.
- Ansvarig layout-skiss: Eva Insulander.
- Ateljétekniker: Jan Erik Lindahl.[1]
- Fotograf: Olof Wallgren, Beppe Arvidsson.[1][14]

## Turné

### 1975
- Bonn, Tyskland, svensk-tyska kulturdagar ”Swedische Profile” 16/4-29/4.[1][9][15]
- Kiel, Tyskland, Kunsthalle Kiel 21/6-6/7.[16]
- New York (Bronxville), USA, Concordia College 27/10-15/12.[17]

### 1976
- Paris, Frankrike, Centre Culturel Suédois 1/1-30/6.[18]
- New Yersey, USA, Friendship Library, februari 1976.[19]
- Washington, USA, Association for Childhood Education International 8/3-15/5.[20]

## Reaktioner
Utställningen recenserades i flera tidningar även utanför Sverige. I Nordwest-Zeitung Oldenburg, 1975-04-22, i The Bronxville Review Press and Reporter, 1975-11-06, i Le Quotidien de Paris, 1976-01-02, i Le Figaro, 1976-01-20.

Sydsvenska Dagbladet, 1975-03-24:
Malmös Rosengård som skrytexempel på mysig miljö för ungar? Ja, det hittar man faktiskt i lekmiljörådets/riksutställningars nya utställning om barnmiljö som inom kort reser på turné till Västtyskland. Men då handlar det förstås inte om vad som är, utan om vad som kunde vara. Utställningen rubriceras nämligen ”Kindermileu –Wie wir es in Schweden haben möchten”, dvs barnmiljö som vi skulle vilja ha den i Sverige, med betoning på ”skulle vilja”. Den tyskspråkiga upplagan skickas snart i väg till Bonn för att ingå i de svensk-tyska kulturdagarna där 16-29 april och därefter gästspela i ett par andra västtyska städer. En franskspråkig variant finns också, och en engelskspråkig produceras just nu av Riksutställningar. Sjutton färgglada skärmar med texter, planritningar och fina svartvita bilder av Beppe Arvidsson utgör den lättransportabla utställningen kring våra ungars miljö. Det handlar om utomhusmiljön, skolan, museer och bibliotek, leksaker, bättre miljö för barn på sjukhus, lekotek och lekvänligare gårdar. Samtliga exempel existerar i sinnevärlden, andra är drömda. En ritning visar Gammelängsskolan i Boden, en internatskola för CP- och hörselskadade barn med en riktig ”äventyrslekplats” både för barnen i skolan och ungarna i intilliggande bostadsområden. Den förskola som visas i planritning finns däremot inte utförd, men många av idéerna finns förverkligade på olika håll. Lekparken som föreslås för Rosengård finns ännu inte, men både Malmö kommun och byggherren har begärt pengar för att utföra en ”nedbantad” version. Ett ljuvligt förslag på hur man piffar upp en gammal hyreshusgård med lekanordningar, köksträdgård och mycket grönt är däremot en dröm blott.

## Ekonomi
Budgeten för Kreativ lek för barn angavs i slutet av 1974 till 5 000 kronor. Summan betalades av Lekmiljörådet och Svenska institutet. Riksutställningar bidrog med producent och ateljéresurser.